# Rezolucja Rady Bezpieczeństwa ONZ nr 313
Rezolucja Rady Bezpieczeństwa ONZ nr 313 została przyjęta jednogłośnie 28 lutego 1972 r.
Rada żądała od Izraela zaprzestania działań lądowych i wojskowych przeciwko Libanowi i wycofania wszystkich swoich sił zbrojnych jego terytorium.